# ジョン・モスビー
ジョン・シングルトン・モスビー（英:John Singleton Mosby、1833年12月6日-1916年5月30日）は、「灰色の亡霊」とも渾名される、南北戦争時の南軍正規騎兵大隊長である。その第1バージニア騎兵隊第43大隊は、電撃的な襲撃、ゲリラ戦あるいはレンジャーのような戦術で注目され、北軍の追撃を巧みに逃れて部隊兵とともに隠れ、土地の農夫や町民に融け込んでしまう能力でも認められた。

## 生涯

### 初期の経歴と教育
モスビーはバージニア州ポウハタン郡で、バージニー・マクローリンとアルフレッド・ダニエルのモスビー夫妻の息子として生まれた。父のアルフレッドはハンプデン・シドニー大学の卒業生であり、1600年にイングランドで生まれ、17世紀初期にバージニア州チャールズシティに入植したリチャード・モスビーを先祖に持つ、イギリス起源のバージニア州名家の生まれだった。モスビーは父方の祖父ジョン・シングルトンに因んで名付けられた。
モスビーはマレルズ・ショップと呼ばれる学校で最初の教育を受けた。家族が1840年頃にバージニア州アルベマール郡（シャーロッツビル近く）に転居した時、フライズ・ウッドの学校に通い、その後10歳でシャーロッツビルの学校に転校した。体が小さく虚弱だったために、学校に通っている間はいじめの対象になった。モスビーは引っ込み思案になったり自信喪失になる代わりに却って向かっていく方であったが、その自叙伝に拠れば戦っても一度も勝てなかったという。唯一負けなかった喧嘩は、大人に割って入られた時だった。その喧嘩相手とは友達になり、その後も友情が続いた。
1849年、モスビーはバージニア大学に入学し、古典教養を選択し、ワシントン文学協会および討論組合に入会した。好きなラテン語・ギリシャ語および文学の成績は平均をかなり超えたが、数学が問題だった。3年次の時にモスビーと悪名高い威張りやジョージ・R・ターピンとの間に喧嘩が持ち上がった。モスビーはターピンが友人に向かって自分を侮辱したと聞きつけ、釈明を求める手紙をターピンに送った（これは当時南部の紳士が守る社交儀礼に添ったものだった）。ターピンは激怒し、次に出会ったときに「生で食ってやる！」と宣言した。モスビーは逃げ出すのは不名誉と考え、危険な事だったがターピンと対決しなければならないと決心した。
3月29日にこの二人は会した。モスビーはターピンに攻撃を止めさせることを期待して小さな「ペパーボックス」拳銃を携行していた。二人が向き合ったとき、モスビーが「貴方は宣言していたと聞いている...」と言うと、ターピンは頭を下げて突進してきたので、モスビーは拳銃を取り出して相手の首を撃った。彼は逮捕され2つの罪状（違法な発砲（最大量刑1年間の禁固と科料500ドルの軽罪）、悪意有る発砲（最大量刑10年間の懲役の重罪））で告訴された。ほとんど評決不能陪審となった裁判によって、モスビーは違法な発砲の罪で有罪とされ、シャーロッツビル監獄での1年間の禁固と科料500ドルを言い渡された。モスビーは後に裁判に掛けられる前に大学から放校されていたことが分かった。
モスビーは刑に服する間、その告発者であるウィリアム・J・ロバートソン検事との友情ができた。モスビーが法律を学びたいという希望を表明すると、ロバートソンはその法学蔵書の利用を認めてくれた。モスビーはその刑期の残りを使って法律を学んだ。判決が降りた直後から12人いた陪審員のうち9人がモスビーの恩赦の請願を始めた。この請願と大学の友人達からの請願に加えて、モスビーの両親から彼の虚弱な体質から考えて12ヶ月の禁固はその生命を危険に曝すという数人の医者からの宣誓陳述書を提出された。モスビーは寒くなると病気がちになり、小さくて不健康な監獄に苦しんだ。1853年12月23日、州知事はモスビーに恩赦を下し、1854年初めにはその科料も撤回された。

### 社会人初期と結婚
モスビーはロバートソンの事務所で4ヶ月法律を学び、法廷弁護士として認められ、アルベマール郡ハワーズビル近くで法律実務を開業した。
この頃、モスビーは町外から訪れていたポーリン・クラークと出会った。モスビーはメソジストであり、ポーリンはカトリック教徒だったが、その交際が始まった。ポーリンの父は活動的な弁護士であり、良いコネのある政治家だった。モスビーとポーリンは1857年12月30日、テネシー州ナッシュビルのホテルで結婚した。2人は1年間モスビーの両親と暮らした後、バージニア州ブリストル（ケンタッキー州にあるポーリンの生家に近い）に家を構えた。夫妻には南北戦争前に2人、戦争中に1人の子供が生まれた。

### 南北戦争

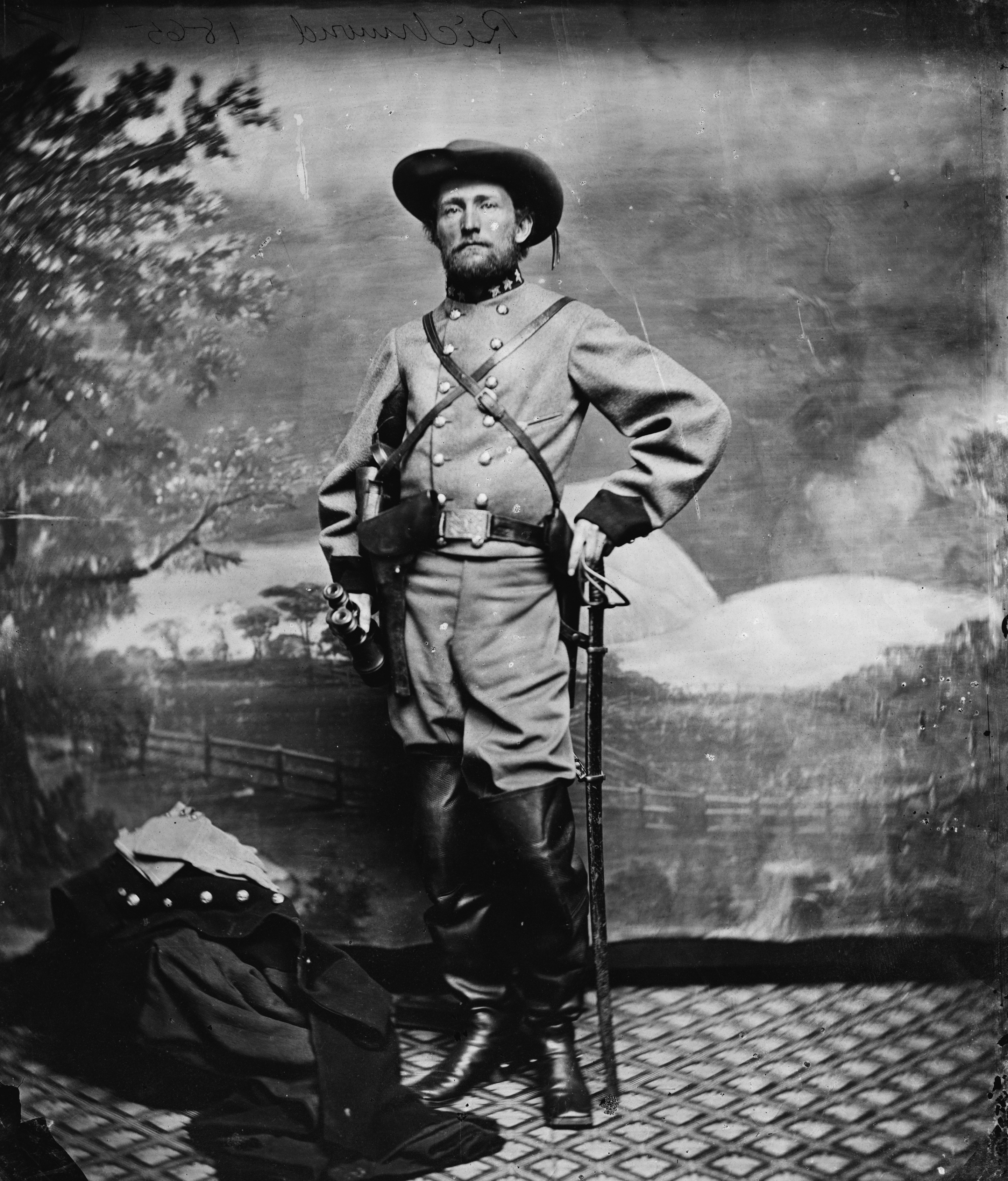
南北戦争中のモスビー

モスビーはバージニア州がアメリカ合衆国から脱退することに反対していたが、戦争が始まったときには兵卒として南軍に入隊した。初めはウィリアム・"グランブル"・ジョーンズのワシントン騎馬ライフル銃隊に仕えた（ジョーンズが少佐になり、より集約的な「バージニア志願兵隊」を編成するよう指導され、ワシントン騎馬ライフル銃隊を含む2個騎兵中隊と8個歩兵およびライフル銃隊を創設した）。モスビーは「バージニア志願兵隊」の適合性の無さに驚愕し、州知事に手紙を書いて転籍を申し出た。しかしこの要請は認められなかった。バージニア志願兵隊は第一次ブルランの戦いに参戦した。

#### 1862年
モスビーはその情報を集める能力をJ・E・B・スチュアート将軍に印象づけた後で、中尉に昇進しスチュアート騎兵隊の斥候を任された。スチュアート将軍の攻撃戦略を展開するのに貢献した。半島方面作戦の間にスチュアートの「マクレラン軍騎り回し」作戦にも功があった。
この際、モスビーは北軍騎兵に捕らえられ、ワシントンD.C.の古議事堂監獄に収監され、10日後に捕虜交換で釈放された。モスビーは捕虜であった間ですら敵状を探った。モンロー砦にちょっと立ち寄った間に、ハンプトン・ローズに異常なまでに艦船が集まっていることを見て取った。その艦船はノースカロライナ州にいたアンブローズ・バーンサイドの軍勢数千を北バージニア方面作戦にあるジョン・ポープ軍を補強するために送っているところだと分かった。モスビーは解放された後で歩いてリッチモンド郊外の作戦本部に向かい、ロバート・E・リー将軍に調べてきたことを報告した。

#### 1863年
1863年1月、スチュアートはリーの同意を得て、モスビーがゲリラ的遊撃隊（パルティザン・レンジャーズ）である第1バージニア騎兵隊第43大隊を結成し指揮を執ることを承認した。この部隊は後にモスビーが指揮し、北バージニアでゲリラ活動を行う連隊規模の部隊に発展した。アメリカ連合国政府はゲリラ的遊撃隊の行動を規制する特別の規則を確認した。これには戦利品を処分するときに分け前を出すことも含まれた。モスビーはアメリカ連合国の暫定軍において、1863年3月15日に大尉、3月26日に少佐への昇進を果たしており、その後間もない1864年1月21日には中佐、12月7日には大佐に昇進した。
モスビー隊の兵士には、ファウント・ビーティ、チャールズ・ブキャナン、クリストファー・ゴール、ウィリアム・L・ハンター、エドワード・S・ハースト、ジャスパー・ジョーンズ、ウィリアム・ジョーンズ、ウィリアム・キーズ、ベンジャミン・モーガン、ジョージ・シーバート、ジョージ・M・スレイター、ダニエル・L・トーマス、ウィリアム・トマス・ターナー、チャールズ・ホイートリーおよびジョン・ワイルドがいた。モスビーとその部隊はグリーンバック襲撃を行い、ベリービルではフィリップ・シェリダン少将の輜重隊を攻撃した。
モスビーは1863年3月に北軍前線の奥深くフェアファックス郡庁舎で大胆な襲撃を敢行し、エドウィン・H・スタウトン准将を含む北軍の高官3名を捕まえたことで有名である。モスビーはベッドに寝ているスタウトンを見付けてその背中を叩いて起こしたという話が伝えられている。スタウトンはそのような粗野なやり方で起こされて、「貴方は私が誰か知っているか？」と叫んだ。モスビーは素早く「将軍、貴方はモスビーを知っているかい？」と反応した。「知っている。貴方はそのならず者を捕まえたか？」とスタウトンが聞くと、モスビーは「いいえ、しかし彼は貴方を捕まえた」と応えた。モスビー隊はこの時1発の銃弾も放たずに30名かそこらの哨兵も捕まえた。

#### 1864年
モスビー隊が北軍の供給線を妨害し、輜重隊を消耗させたことで、北軍グラント将軍はシェリダンに「モスビー隊の誰かを捕まえたときは、裁判無しで処刑しろ」と伝えた。1864年9月22日、北軍ジョージ・アームストロング・カスター准将が指揮し、その知識で行動しているとモスビーが信じた（必ずしも正しくは無い）北軍部隊がバージニア州フロントロイヤルでモスビー隊の6名を処刑した。7人目がそれに続く機会に処刑された。ウィリアム・トマス・オーバービーはフロントロイヤルの丘での処刑に選ばれた者達の1人だった。オーバービーを捕まえた者は、モスビーの所在を暴露すれば許してやると提案したが、オーバービーは拒絶した。当時の報告書に拠れば、オーバービーの最期の言葉は「モスビーは我々1人につき、お前達の10名を絞首刑にするだろう」だった。オーバービーの死後、ある北軍兵が「これがモスビーギャング全ての運命だ」と書いた1枚の紙をオーバービーのシャツにピン留めした。
モスビーはリー将軍とアメリカ連合国陸軍長官ジェームズ・セドンに同じやり方で反応するつもりであることを伝え、多く居た中でも7人の北軍捕虜を選び、1864年11月6日、バージニア州レクタータウンで報復の処刑を命じた。命令実効を任された兵士達は3名を絞首刑にし、2名は頭を撃って死ぬままに放置された（驚くべき事にこの2人は生き残った）。他の刑を宣告された2人は、おそらく刑執行者の援助で逃亡できた。
11月11日、モスビーはシェナンドー渓谷の北軍指揮官であるシェリダンに手紙を書いて、両軍が捕虜を人道主義で取り扱うことを提案した。モスビーはその部隊が失ったよりも遙かに多くのシェリダンの部下を捕獲した（そして解放した）と指摘した。北軍側はこれに従った。両軍は当分の間、捕虜を「戦争捕虜」として取り扱うようになり、それ以上の処刑は無かった。

#### 1865年
ロバート・E・リーが降伏した数週間後、モスビーは公式に降伏することを拒んでいたので、その遊撃隊を単純に解散した。しかし、モスビーの遊撃隊員はアポマトックス・コートハウスに降伏の命令と文書を運んだ者だった。

### 戦後
戦後、モスビーはそれが南部を救う最善の方法だと言って活動的な共和党員となった。グラント将軍が大統領選挙に出馬したときは、バージニア州における選挙マネジャーとなった。グラントはその自叙伝で「戦争終結以来、私はモスビー大佐を個人的に知り合い、親しくなった。彼は私が想像した者とは全く異なっている。彼は有能で全く正直かつ誠実である。」と述べた。
モスビーのグラントとの友情、および多くの南部人が敵だと考えた者達と共に働いたことで、彼はバージニア州で大いに議論の的の人物になった。殺すと脅され、その少年時代を過ごした家は燃やされ、遂には暗殺の試みも1度あった。この危険性を考慮したラザフォード・ヘイズ大統領はモスビーを在香港アメリカ領事に指名した（1878年-1885年）。モスビーはその後サンフランシスコでサザン・パシフィック鉄道の弁護士を務めた。さらに後にアメリカ合衆国内務省に務め、オマハで初めて囲い込みの連邦法を執行し、続いてアラバマ州で政府所有の土地の不法侵入者を排除した。アメリカ合衆国司法省では司法長官補を務めた（1904年-1910年）。モスビーはワシントンD.C.で死に、バージニア州ウォーレントンのウォーレントン墓地に埋葬された。
戦後何年も経って、モスビーは自分が奴隷制を認めていなかったが何故南軍のために戦ったかを説明した。モスビーは南部が奴隷制を守るために合衆国から脱退したと信じていたが、1907年の手紙では、それがバージニア州に対する愛国的義務だと考えたからだと言った。「私は奴隷制の側で戦ったことを恥じてはいない。軍人は良かろうが悪かろうが国のために戦う。戦う道筋で政治的なメリットについては責任が無い。...南部は私の祖国だ。」

## 記念碑と記念物
- バージニア州センタービル周辺の一帯はモスビーがその前線背後の行動を行った場所であり、北部の新聞でも「モスビーの南部」と呼ばれている。戦後、「モスビー・レンジャーズ」同窓会がいつもその部隊に実際に仕えた者達の多くを何度も惹き付けるのはモスビー隊の名声である。
- ウォーレントンにはモスビーの栄誉を称えて、ジョン・シングルトン・モスビー博物館が設立された。
- 北バージニアにはモスビー・レンジャーズに関わる行動や出来事に捧げられた35カ所の 記念碑や銘板がある。
- バージニア州ワシントン・ダレス国際空港とウィンチェスターの間のアメリカ国道50号線の一部は、モスビー大佐に因んでジョン・モスビー・ハイウェイと名付けられた。
- ある資料ではモスビーが「ソリッドサウス」という言葉を使い始めたということになっている。モスビーは1876年にニューヨークの「ヘラルド」に宛てた手紙でこの言葉を使い、共和党大統領候補ラザフォード・ヘイズを支持した。
- ハーマン・メルヴィルの詩『アルディー方面の斥候』はある北軍旅団がモスビー隊に出会って感じた恐怖を語っている。
- バージル・カーリントン・ジョーンズは『レンジャー・モスビー』（1944年）、『灰色の亡霊』と『反逆の襲撃者』（共に1956年）を出版した。また1950年代遅くにテレビ台本『レンジャー・モスビー』も書いた。
- フェアファックス郡公立教育学区のモスビー・ウッズ小学校はモスビーに因んで名付けられた[7]。
- リー・マギッフィンは『南軍の鉄の斥候』（1993年）を書き、モスビー・レンジャーズに入隊した2人の10代少年の真の冒険を語った。
- モスビーはサンフランシスコ時代にジョージ・パットンという名の少年に戦時の話を語った。この少年は後にアメリカ陸軍の将軍になった。
- ラウドン郡高校はその運動競技部に「レイダーズ」という名前を使っている。これはモスビー・レンジャーズに掛けたものである。
- フェアファックス市の小街区（モスビーの有名な襲撃があった場所）は「モスビー・ウッズ」と名付けられている。この街区にある市民プールは「モスビー・ウッズ・プール」と呼ばれ、その水泳チームは「レイダーズ」という名前を使っている。この街区の地域自治会とプールの双方は、後ろ足立った馬に跨り剣を抜いたモスビーの肖像をそのシンボルとして使っている。
- バージニア州ワイズにはモスビー・レストランがある。
- バージニア州リッチモンドの公共集合施設モスビー・コートはモスビーに因んで名付けられた。

### 大衆文化の中で
- 1913年の映画『南部の誇り』ではジョセフ・キングがモスビーを演じた。
- CBSテレビは1957年から1958年にかけて『灰色の亡霊』を放映した。トッド・アンドリューズがモスビーを演じた[8]。
- 1967年、ディズニーのテレビ映画『ウィリーとヤンク：モスビー・レイダーズ』[9]では、カート・ラッセルがモスビーに仕える若い南軍兵を演じた。俳優のジャック・ギングがモスビーを演じた[8]。